# KartRider
CrazyRacing KartRider (кор. 크레이지레이싱 카트라이더) — онлайновая многопользовательская гоночная аркада из серии Crazy Arcade. Она получает доходы от продажи виртуальных товаров в игровом магазине, включая различные типы транспортных средств и карточек для более быстрой прокачки персонажей. В игре KartRider существуют не только вымышленные транспортные средства, но и фирменные игровые модели, основанные на реальных автомобилях, разработанных при сотрудничестве с такими компаниями, как BMW Кореи.
Около 25 % жителей Южной Кореи сыграли в игру хотя бы один раз.

## История
Китайская версия игры называется PopKart.
Закрытое бета-тестирование для английской версии (KartRider) началось в США 1 мая 2007 года и закончилось 31 мая 2007 года. Открытое бета-тестирование началось 2 октября 2007 года и завершилось 19 марта 2008 года. Английская версия KartRider в настоящее время закрыта на неопределённый срок, и официальная версия ещё не была выпущена. Официальный веб-сайт, содержавший уведомление, в котором разработчики поблагодарили игроков за участие в бета-тестировании, был удален, и URL сайта теперь перенаправляет на страницу Nexon США. Это заставляет некоторых игроков верить, что она не будет представлена в английской версии. Однако недавно, на UCLA Career Fair 2009 года, один из сотрудников утверждал, что игра будет открыта в течение 2010 года. По состоянию на январь 2011 года, по-прежнему не видно никаких изменений.
10 марта 2011 года Вьетнамскую версию игры закрыли из-за нерентабельности. 1 декабря 2011 года Тайскую версию игры закрыли по той же причине.
7 ноября 2011 года на сайте ESL была открыта секция, посвящённая игре KartRider
По неизвестной причине 13 марта 2012 года прекратилось обновление русской версии игры, несмотря на то, что обновления должны были происходить один раз в 2 недели. 27 марта, так же, как и 10 апреля, обновления не произошло. 9 апреля завершился доступный в последнем обновлении квест. Когда возобновятся обновления — на тот момент было неизвестно.
18 апреля 2012 года в русской версии игры закрылся игровой магазин. Дальнейшая судьба проекта в России неизвестна.
С 15 мая 2012 года пользовательское соглашение на многопользовательскую онлайн-игру CrazyRacing KartRider, а также Лицензионное соглашение на Клиент Игры считаются расторгнутыми.
14 ноября 2019 Nexon анонсировал обновлённую глобальную версию с новой графикой под названием KartRider: Drift. Запуск игры запланирован на конец 2020.

## Игровые режимы
| ✔ | Присутствовало раньше. |
| ✘ | Никогда не было.       |
| ✔ | Присутствует в игре.   |
| * | Вводится периодически  |
|   | Закрытые локализации   |

|                    | Республика Корея | Китай | Китайская Республика (Тайвань) | Индонезия | Япония | Соединённые Штаты Америки | Таиланд | Вьетнам | Россия |
| Трофеи             | ✔                | ✔     | ✔                              | ✔         | ✔      | ✔                         | ✔       | ✔       | ✔      |
| На скорость        | ✔                | ✔     | ✔                              | ✔         | ✔      | ✔                         | ✔       | ✔       | ✔      |
| Битва              | ✔                | ✔     | ✔                              | ✔         | ✔      | ✘                         | ✔       | ✔       | ✔      |
| Флаг               | ✔                | ✔     | ✔                              | ✘         | ✘      | ✘                         | ✔       | ✔       | ✔      |
| Смертельная гонка  | ✔                | ✔     | ✔                              | ✘         | ✘      | ✘                         | ✔       | ✘       | ✘      |
| Чемпионат          | ✔                | ✔     | ✔                              | ✘         | ✘      | ✘                         | ✔       | ✘       | ✘      |
| Гигантский режим   | ✔                | ✔     | ✔                              | ✘         | ✘      | ✘                         | ✔       | ✘       | ✘      |
| Босс               | ✔                | ✔     | ✔                              | ✘         | ✘      | ✘                         | ✔       | ✘       | ✘      |
| Формула 1          | ✔                | ✔     | ✔                              | ✔         | ✔      | ✘                         | ✔       | ✘       | ✔      |
| Атака роботов      | ✔                | ✔     | ✔                              | ✔         | ✘      | ✘                         | ✘       | ✘       | ✘      |
| На удачу *         | ✔                | ✔     | ✔                              | ✘         | ✘      | ✘                         | ✔       | ✘       | ✘      |
| Спец. трофеи *     | ✔                | ✔     | ✔                              | ✘         | ✘      | ✘                         | ✔       | ✘       | ✘      |
| Призрачный режим * | ✔                | ✔     | ✔                              | ✘         | ✘      | ✘                         | ✔       | ✘       | ✘      |

### Гонка на время
- Гонка на время — это заезд на время на определённой трассе, выбранной игроком.
- За эти заезды игрок платит некоторое количество луцци.
- Игрок может выбрать любую трассу, на которой он хочет повысить своё мастерство.

### Трофеи
Это гонка, в которой игрок должен поднимать трофеи для успешного преодоления карты (отображаются в виде коробки, сказочных книг и других 3D-объектов в соответствии с картой), которые расположены в различных точках трассы, любой гонщик может собирать их по мере того, как он/она проходит трассу. Каждый игрок имеет 2 или 3 (Машины с тремя слотами в российской версии игры ещё не введены) слота для оружия/защиты. В режиме Захват Флага можно собрать до 10 ракет в один слот, то есть получается 20 ракет в общей сложности.

### На скорость
В этом типе гонки игроки должны (но не все это делают) зарабатывать нитро. Для этого они должны дрифтовать во время гонки. Каждый игрок имеет свою собственную шкалу, которую нужно заполнять. При заполнении этой шкалы игрок получает навык/трофей: нитро и шкала снова пустеет до нового заполнения и получения ещё одного трофея. Максимум возможно собрать две нитро. Также в командных заездах есть ещё одна шкала. Она едина для всех участников команды. В отличие от личной шкалы нитро, командная шкала не даёт никаких трофеев при заполнении, а просто улучшает уже имеющиеся. Так, если у игрока было две нитро красного цвета, то при заполнении он получит так же две нитро, только синего цвета. Это означает, что трофеи стали более мощными и будут работать дольше.

### Захват флага
Игрок должен удержать флаг у себя как можно дольше. Флаг отнимается при ударе противника или выстреле в него из ракеты, или другого игрового оружия. Побеждает тот игрок, который дольше всего продержит флаг у себя.
В командном режиме захвата флага нужно завести флаг в свою точку старта. Побеждает та команда, которая за раунд завезет большее количество флагов. Если обе команды завозят одинаковое количество голов, то начинается ещё один раунд до первого заноса флага. Побеждает та команда, которая и занесёт этот самый последний флаг.

### Сценарий
Сценарий — это режим, который создан для того, чтобы игрок мог проверить свои навыки в стандартных ситуациях сетевой игры. В режиме сценария также присутствуют гонки на время, гонки по чекпоинтам (Контрольно-пропускным пунктам) и т. д.
За выполнения каждой из миссий игрок получает: луцци (игровые деньги), или такие элементы, как воздушные шары, электронный обод, а иногда и карты.

### Битва
Этот режим похож на командный игровой режим «Аркада (трофеи)», но тут играют от двух до четырёх реальных игроков, а противостоит им ИИ в виде: Зверей, Робосони, Роботоропыги, команда Птиц, команда Пиратов, команда Санты, Легион R, Золотая команда, команда Дракона, команда Нортей, команда Замка, команда Нечисти.
После 3х побед над ИИ игроку на выбор дают 4 перевернутых бонусных карты. В течение 5 сек. игрок должен определиться, какую карту он хочет перевернуть, чтобы получить награду. Пока не истекло время, свой выбор можно изменить. Если в течение 5 сек. не сделать выбор, это произойдет автоматически. После истечения времени выбранная бонусная карта переворачивается, и игрок видит, какой подарок он получил, после чего перемещается в лобби.

### Смертельная гонка
Похож на командный режим «На скорость (Дрифт)», только команды едут не в одну сторону, а навстречу друг другу.

### На удачу (Трофеи и На скорость)
В этом режиме игрок едет на случайной машинке, по случайной трассе, со случайным скоростным режимом.

### Гигантский режим
Этот режим похож на режим дрифта, но когда вы сталкиваетесь с другим игроком или ограждением, вы каждый раз будете увеличиваться в размере. При достижении максимального размера игрок может раздавить другого игрока. После семи столкновений ваш размер возвращается к исходному, и вы получаете нитро. Гигантский режим уже доступен в Корее, Китае, Тайване.

### Кубок (Чемпионат)
Этот режим представляет собой модификацию «Битвы», в которой игрокам нужно пройти 4 уровня для полной победы над ИИ. Игроки (от 2х до 4х) начинают играть на самом легком уровне сложности, и с каждой победой сложность увеличивается. Полуфинал и Финал играются на Сложном (самый высокий) уровне сложности. В случае победы в финале игроки получают приз в виде двух значков с однопальцевой радужной перчаткой, которые можно поменять на вещи, продающиеся за реальную валюту (донат). В случае проигрыша в финале игроки получают приз в виде двух значков с однопальцевой жёлтой перчаткой, которые можно поменять на значок с однопальцевой радужной перчаткой.
Для обмена на вещи за реальную валюту требуется определённое количество значков с однопальцевой радужной перчаткой: 3/6/9/12/15/18.

### Режим босса
Этот режим чем-то напоминает режим битвы, но тут вместо 4 ИИ в первом раунде один большой босс робот, во втором их уже два, а в третьем один, но очень большой Босс. Для победы в этом режиме от вас и вашей команды требуется убить босса до того, как он придет, до финиша в верхней части экрана отображается шкала жизней. Убивается босс бесконечными ракетами, которые вы имеете с самого начала гонки, одновременно можно запустить 3 ракеты, после чего следует 5-секундная перезарядка, и вы опять можете стрелять. По пути вам не будут встречаться предметы, как в других аркадных режимах, предметы будут падать из босса, вместо стандартных предметов там специальные: гигантская ракета неуправляемая, электромагнитная бомба, ангел. Убить босса не так просто, как кажется на первый взгляд, дело в том, что он не просто едет от вас, а ещё и всячески пакостит; кидает мины, стреляет ракетами и доставляет прочие другие неприятности.

### Формула 1
- Скоростной режим всегда С1.
- В гонке, которая имитирует заезд Формулы 1, принимают участие 1—4 игрока и 16-19 NPC (всего 20 картов на трассе). Начиная игру, игрок должен пройти в общей сложности 3 гонки. Игрок, набравший больше всего очков (WP) по результатам трёх заездов, побеждает.
- Вы можете выбрать один из четырёх уровней сложности: Очень легко (без бонусов), Легко (без бонусов), Нормально (30 % опыта и Луцци), Сложно (50 % опыта и Луцци)
- При столкновении с противником или езде за ним вы получаете специальный заряд нитро, при использовании которого противники, к которым прикасается игрок, теряют управление картом на несколько секунд.
- На старте/финише трасс, относящихся к теме «Чемпионат», есть пит-стоп, при проезде через который специальный заряд нитро накапливается быстрее.

### Призрачный режим
- Режим игры — на скорость (дрифт) командный и одиночный.
- Соперники выглядят как призраки (такие же, как вы можете видеть в режиме «гонка на время»), их невозможно толкнуть, и они не могут толкнуть вас.
- При проезде через контрольные точки на экране высвечивается время отставания от лидеров или время преимущества перед соперниками.

### Атака роботов
В этом режиме игроки делятся на две команды по 1—2 гонщика в каждой. За 5 минут игроки должны должны очистить площадку от роботов с помощью специального предмета. За каждого робота даётся от 1 до 3 очков, в зависимости от его размера и цвета. При игре 1 на 1 максимальное количество собранных очков — 30, при игре 2 на 2 — 50, после чего игра прекращается, побеждает команда, которая набрала максимальное количество очков. Если этого не произошло, по истечении 5 минут игра прекращается, побеждает команда, которая набрала большее количество очков. Во время награждения игроку, как и в любом другом режиме, дают очки опыта и Луцци, а также случайное количество Луцци или опыта, количество зависит от того, в победившей или проигравшей команде играл игрок.

## Двигатели картов
В игре присутствуют 11 двигателей картов: C1, E2, G3, R4, PRO, SR, Z7, HT, 9 , X и V1. Каждый из них мощнее предыдущего. С каждым из двигателей есть множество моделей картов, как для трофеев, так и для скоростного режима. В актуальном обновлении возможность покупки карта за деньги отсутствует, кроме нескольких моделей за внутриигровую валюту. Возможность получить легендарный карт есть при помощи лутбоксов, которые можно купить за деньги или получить за квесты. Каждый карт можно улучшить деталями. Для всех моделей, кроме X, детали могут выпасть из лутбокса, для X необходимо либо накопить необходимое количество шестерёнок, либо получить детали за счёт разрушения других картов, в том числе моделей 9.

## Персонажи
В игре присутствует множество персонажей. Основной персонаж выбирается во время регистрации игрока в игре. В игровом магазине возможность купить персонажа отсутствует, персонажа можно получить в лутбоксах. Основные персонажи, которые выбираются при регистрации, дают бонус к RP и Луцци только при помощи бонусной карты, остальные персонажи дают бонус без карты, размер бонуса и условия получения отличаются, в зависимости от персонажа.
К персонажам также относят питомцев. Питомцы за Луцци дают бонус к RP и Луцци, также защищают от атак противника (водяная бомба, водяная бомба с таймером, водяная муха, ракета, атаки ботов в битве). Летающие питомцы дают ускорение при старте, а также бонус к RP и Луцци.

## Уровень
В KartRider каждый игрок имеет значок рядом с именем игрока (ником), который даёт другим пользователям представление о своих возможностях. Каждый игрок начинает с жёлтой перчатки и после некоторого количества гонок число пальцев на этой перчатке уменьшается (смотри таблицу). Каждая перчатка начинается с пяти пальцев и уменьшается до одного пальца, после чего перчатка меняет цвет (переход на новый уровень), и все начинается по новой.
Цвет перчаток изменяется в аналогичном порядке изменения цвета пояса Таэквондо (белый → жёлтый → зелёный → синий → красный → чёрный), и после этого, цвета радуги (игроки её называют «радужная перчатка»).
Продвинутые перчатки появляются после нормальной перчатки. Затем, после продвинутой перчатки, идут звёзды. После обычных звезд есть медали. После достижения высшего уровня, уровень зависит от количества игроков и количества опыта, уровень может повышаться, и понижаться, но не может понизиться обратно до медали. Для удобства, в профиле игрока уровень помимо изображения, продублирован цифрой.
Получение нового уровня зависит от получаемого опыта за гонку (RP), которые игрок получает в конце каждого заезда. Количество очков опыта и луцци (кор. 루찌) присуждаются игрокам в зависимости от их окончательной позиции в гонке, они имеют право завершить заезд в течение 10 секунд после первого финишировавшего игрока. В командной гонке игроки получают одинаковое количество очков опыта и луцци (без учёта разных бонусов), победители получают большее количество опыта и луцци, а проигравшие — меньшее.
Очки опыта и луцци также могут различаться из-за специальных машин, персонажей, вещей, которые в процентном соотношении увеличивают их получение. Кроме того, дополнительные бонусы начисляются на тех, кто играет в игры в писибанах.

## KartRider Rush
KartRider Rush — версия для iOS 4+ / Android 2.1+. Доступны режимы «На скорость», «Трофеи» с ИИ. Также доступен «Мультиплеер» до 4 игроков с помощью Wi-Fi (нужно подключиться к одной точке доступа Wi-Fi). В настоящее время игра недоступна для скачивания.

## KartRider Dash
KartRider Dash — Приложение для социальной сети Facebook. Доступны режимы «На время», «На скорость» и «Трофеи». Во многом схоже с PC-версией игры. В настоящее время игра закрыта.

## KartRider: Drift
14 ноября 2019 Nexon анонсировал обновлённую глобальную версию с новой графикой под названием KartRider: Drift для ПК и Xbox One на Microsoft’s X019, которая будет выпущена во всём мире в 2021. Впервые франшиза выходит на консоли и имеет кросс-платформенную поддержку.
Первое закрытое бета-тестирование началось 5 декабря 2019 и закончилось 8 декабря 2019.
14 мая 2020 Nexon анонсировал второе закрытое бета-тестирование на 3-10 июня 2020.

## KartRider Rush+
13 мая 2020 Nexon выпустил обновлённую мобильную версию игры на iOS и Android под названием KartRider Rush+, по сравнению с предыдущей версией в игру добавили онлайн мультиплеер и игровой магазин. Также в игре новая графика, похожая на графику KartRider: Drift.